# Dimitar Mečkarovski
Dimitar Mečkarovski (mazedonisch: Димитар Мечкаровски; * 4. März 1975) ist ein ehemaliger nordmazedonischer Fußballschiedsrichter.
Im Jahr 2020 beendete er seine Karriere aus Altersgründen. Er hatte bis dahin 41 Länderspiele geleitet.

## Wirken als Schiedsrichter
Dimitar Mečkarovski war als Schiedsrichter neben dem nordmazedonischen Fußballverband FFM seit 2008 auch für die UEFA und die FIFA tätig.
Sein erster Einsatz bei einem Länderspiel war am 31. Mai 2008, bei dem die spanische Nationalmannschaft mit 2-1 gegen Peru gewann. Mečkarovski vergab in diesem Spiel vier gelbe Karten.
Am 17. Juli 2008 leitete Mečkarovski sein erstes UEFA-Pokal-Spiel bei einer Begegnung zwischen RFC Union Luxemburg und dem norwegischen Verein Kalmar FF.
Bis 2018 leitete er insgesamt acht Länderspiele zwischen A-Nationalmannschaften, darunter zwei WM-Qualifikations-Spiele: 2009 zwischen Slowenien und San Marino sowie 2012 zwischen Andorra und Estland. Bei den restlichen sechs Begegnungen handelte es sich um Freundschaftsspiele.
Beim Champions-League-Qualifikationsspiel zwischen dem Riga FC und dem FC Dundalk am 17. Juli 2019 erteilte er mit einer Gelb-Roten Karte einen Feldverweis gegen den albanisch-kroatischen Spieler Herdi Prenga. Riga konnte in Unterzahl den Gleichstand halten, verlor dann aber 4-5 im Elfmeterschießen.
Mečkarovski ist auf der Onlineplattform Twitter aktiv und kommentiert dort regelmäßig aktuelle Schiedsrichterentscheidungen.